# 歩兵第87連隊
歩兵第87連隊（ほへいだい87れんたい、歩兵第八十七聯隊）は、大日本帝国陸軍の連隊のひとつ。

## 沿革
- 1938年（昭和13年）11月10日 - 軍旗拝受、その後満州間島の防衛にあたる
- 1942年（昭和17年）5月 - 琿春守備隊から第71師団に所属変更

2月 - 台湾へ転進、防御陣地の構築にあたる
8月 - 終戦

## 歴代連隊長
| 代 | 氏名     | 在任期間     | 備考 |
| -- | -------- | ------------ | ---- |
| 1  | 来島新一 | 1938.10.24 - |      |
| 2  | 安部孝一 | 1939.3.9 -   |      |
| 3  | 志波信孝 | 1940.12.26 - |      |
| 4  | 垣内徹   | 1942.4.18 -  |      |
| 末 | 中村敏夫 | 1944.6.21 -  |      |